# Heidenheim an der Brenz
Heidenheim an der Brenz hay Heidenheim (phát âm tiếng Đức: [ˈhaɪdn̩ˌhaɪm] ⓘ), là một thị trấn thuộc bang Baden-Württemberg, miền nam nước Đức. Nằm giáp với bang Bayern, thị trấn cách Aalen 17 km về phía nam và cách Ulm 33 km về phía bắc. Đây là thị trấn lớn nhất và thị trấn lớn thứ ba ở vùng Đông Württemberg (sau Aalen và Schwäbisch Gmünd). Heidenheim là trung tâm kinh tế và là thủ phủ của huyện Heidenheim. Dân số thị trấn vượt mốc 20,000 người vào năm 1925.

## Nhân khẩu học
Dữ liệu ước tính theo điều tran dân số (1), hoặc các điều tra mở rộng.

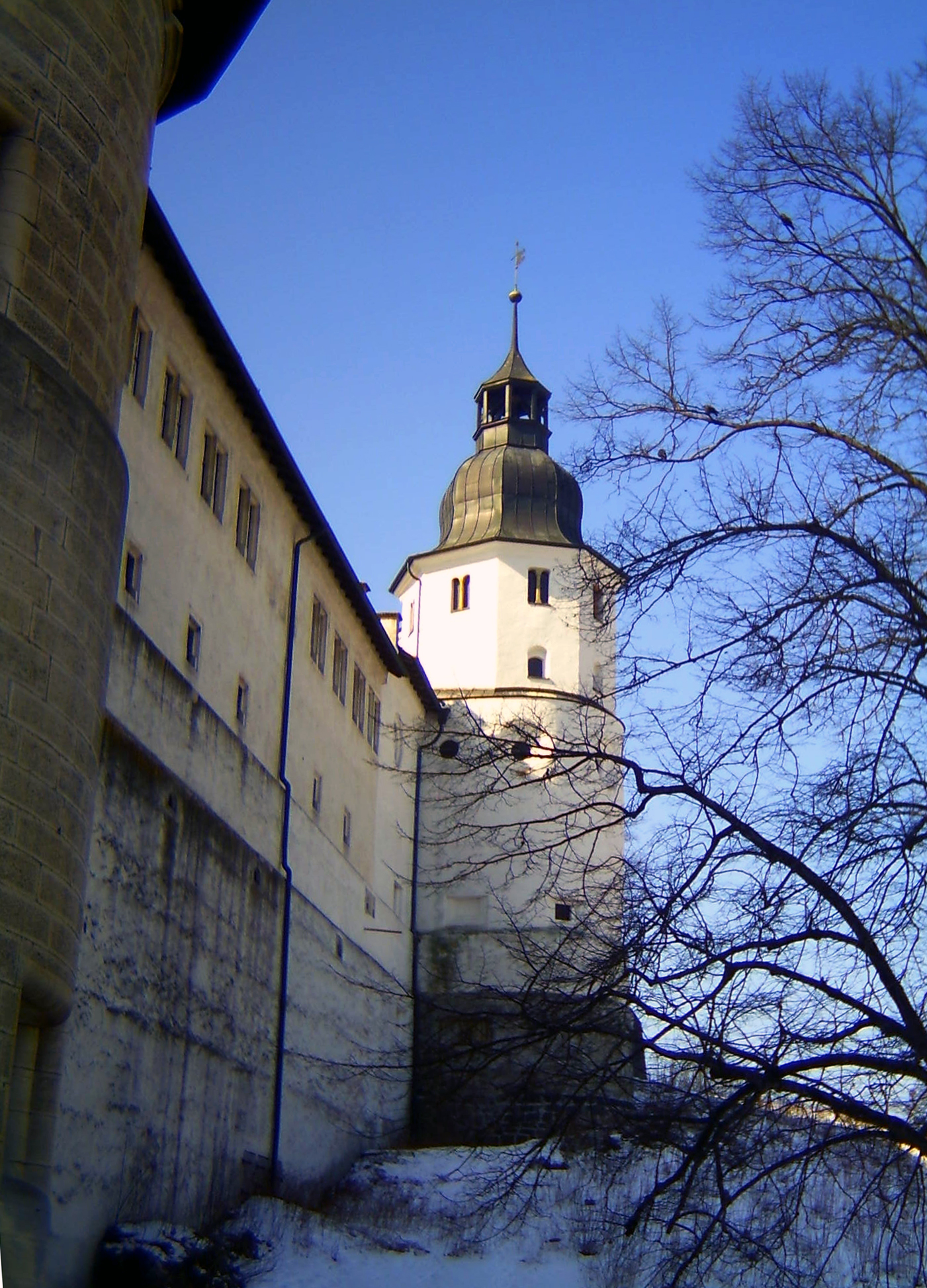
Lâu đài Schloss Hellenstein vào mùa đông

| Thời gian             | Dân số     |
| --------------------- | ---------- |
| 1600                  | Xấp xỉ 800 |
| 1700                  | 1,055      |
| 1764                  | 1,576      |
| 1803                  | 1,711      |
| 1843                  | 2,941      |
| 1861                  | 3,762      |
| 1 tháng 12 năm 1871   | 5,167      |
| 1 tháng 12 năm 1880 1 | 6,229      |
| 1 tháng 12 năm 1890 1 | 8,001      |

| Thời gian | Dân số |
| --------- | ------ |
| 1900 1    | 10,510 |
| 1910 1    | 17,780 |
| 1925 1    | 19,363 |
| 1933 1    | 21,903 |
| 1939 1    | 27,178 |
| 1946      | 34,694 |
| 1950 1    | 40,142 |
| 1961 1    | 48,792 |
| 1970      | 50,292 |

| Thời gian | Dân số |
| --------- | ------ |
| 1975      | 49,943 |
| 1980      | 48,585 |
| 1987 1    | 47,753 |
| 1990      | 50,532 |
| 1995      | 52,527 |
| 2000      | 51,181 |
| 2005      | 49,784 |
| 2007      | 49,092 |

1 dữ liệu điều tra dân số

## Danh sách thị trưởng
| Nhiệm kỳ  | Thị trưởng                         |
| --------- | ---------------------------------- |
| 1819–1833 | Georg Jakob Heinrich Mack          |
| 1833–1859 | Gottfried Völter                   |
| 1859–1866 | Friedrich Winter                   |
| 1866–1867 | Friedrich Wehrle                   |
| 1867–1877 | Carl Greiner                       |
| 1877      | Carl Bunz, Executor                |
| 1877–1878 | Louis Junginger                    |
| 1878–1902 | Christian Friedrich Schlagentweith |
| 1902–1903 | Wilhelm Lösch                      |
| 1903–1935 | Eugen Jaekle                       |
| 1935      | Gustav Müller                      |

| Nhiệm kỳ  | Thị trưởng                |
| --------- | ------------------------- |
| 1935–1945 | Rudolf Meier              |
| 1945      | Paul Schwaderer           |
| 1945–1946 | Werner Plappert           |
| 1946–1948 | Werner Kliefoth           |
| 1948–1956 | Karl Rau                  |
| 1956–1957 | Ernst Langensee, Executor |
| 1957–1969 | Elmar Doch                |
| 1969–1993 | Martin Hornung            |
| 1993–2000 | Helmut Himmelsbach        |
| 2000–     | Bernhard Ilg              |

## Địa phương kết nghĩa
Heidenheim an der Brenz kết nghĩa với:
- Clichy, Pháp (1958)
- Sankt Pölten, Áo (1968)
- Newport, Wales, Vương quốc Anh (1981)
- Sisak, Croatia (1988)
- Döbeln, Đức (1991)
- Jihlava, Cộng hòa Séc (2002)

Heidenheim an der Brenz có mối quan hệ thân thiện với:
- Tiềm Giang, Trung Quốc (1994)